# Renate Schrambke
Renate Ursula Schrambke (* 17. September 1945 in Bühl) ist eine deutsche Dialektologin. Sie arbeitete am Südwestdeutschen Sprachatlas mit und verfasste zahlreiche Publikationen über die in Baden gesprochenen alemannischen Dialekte.

## Leben
Schrambke studierte von 1969 bis 1974 in Canberra Linguistik, Romanistik und Skandinavistik und von 1975 bis 1982 in Freiburg im Breisgau Germanistik und Skandinavistik. 1981 promovierte sie an der Universität Freiburg mit einer Arbeit über Die sprachliche Stufenlandschaft am mittelbadischen Oberrhein, die unpubliziert blieb.
Ab 1975 arbeitete sie lange Jahre am Südwestdeutschen Sprachatlas mit. Ab 1977 war sie in Freiburg Dozentin für deutsche Sprachwissenschaft. Sie erforschte und lehrte Sprachgeschichte, Dialektologie sowie angewandte Phonetik und Phonologie.

## Publikationen (Auswahl)
Monographien
- (zusammen mit Hubert Klausmann und Konrad Kunze:) Kleiner Dialektatlas. Alemannisch und Schwäbisch in Baden-Württemberg. Bühl/Baden 1993 und weitere Auflagen.
- (zusammen mit Werner König:) Die Sprachatlanten des schwäbisch-alemannischen Raumes. Baden-Württemberg, Bayerisch-Schwaben, Elsaß, Liechtenstein, Schweiz, Vorarlberg. Konkordia, Bühl/Baden 1999.

Aufsätze
- Mhd. j, w, g und der Vokalismus der mittelbadischen Mundarten am Oberrhein. In: Forschungsbericht Südwestdeutscher Sprachatlas. Hrsg. von Eugen Gabriel, Hugo Steger und Volker Schupp. Freiburg i. Br. 1983.
- Die Entwicklung der Mundarten am Mittleren Oberrhein unter besonderer Berücksichtigung von Lahr. In: Geschichte der Stadt Lahr. Hrsg. von der Stadt Lahr. Band 1, 1989.
- Die Stellung der Mundart von Fischerbach im Rahmen der Nachbarmundarten. Eine dialektologische Studie. In: Fischerbach. Eine Ortsgeschichte in Wort und Bild. Hrsg. von der Gemeinde Fischerbach. Freiburg i. Br. 1989, S. 450–474.
- Die Mundarten von Heimbach, Köndringen, Nimburg-Böttingen und Teningen im Verhältnis zu ihren Nachbarmundarten. In: Teningen. Ein Heimatbuch. Hrsg. von Peter Schmidt. Gemeinde Teningen, Teningen 1990, S. 503–524.
- Die Ortenau: Übergangslandschaft zwischen fränkischer und alemannischer Mundart. In: Alemannisches Jahrbuch 1984/86, S. 95–128.
- (zusammen mit Bernhard Kelle:) Der Südwestdeutsche Sprachatlas. Arbeitsbericht 1987–1990. In: Alemannisch in der Regio. Hrsg. von Volker Schupp. Göppingen 1993, S. 249–257.
- Zur Mundart von Vörstetten. In: Vörstetten. Ein Dorf im Wandel der Zeit. Hrsg. von Gerhard A. Auer u. a. Vörstetten 1993, S. 231–248.
- Lenisierungen im südwestdeutschen Raum. In: Texttyp, Sprechergruppe, Kommunikationsbereich. Studien zur deutschen Sprache in Geschichte und Gegenwart. Studien zur deutschen Sprache in Geschichte und Gegenwart. Festschrift für Hugo Steger zum 65. Geburtstag. Hrsg. von Heinrich Löffler, Karlheinz Jakob und Bernhard Kelle. De Gruyter, Berlin 1994, S. 315–342.
- Die Mundart von Weisweil. In: Weisweil. Ein Dorf am Rhein. Hrsg. von Gerhard A. Auer und Thomas Zotz. Gemeinde Weisweil, Weisweil 1995, S. 361–369.
- Schiff – Dreibord – Nachen. Arbeit und Sprache der Flußfischer in Weisweil am Oberrhein. In: Alemannisches Jahrbuch 1995/96, S. 311–354.
- Die Ortsnamen Buchenbach, Falkensteig, Ibental, Wagensteig und Wiesneck. In: Unsere Heimat. Buchenbach 1996, S. 27–34.
- Sprachraumforschung im alemannischen Dreiländereck. Zur dialektalen Gliederung in der Nordwestschweiz, im Oberelsaß und in Südwestbaden. In: Zeitschrift für Dialektologie und Linguistik 64, 1997, S. 272–320.
- Die Mundart von Reute. In: Reute. Ein Dorf zwischen Allmend und Glotter. Hrsg. von Gerhard A. Auer. Reute 1997, S. 307–318.
- Die Mundart von Hinterzarten. Ihre Stellung innerhalb des alemannischen Sprachraums und ihre Besonderheiten. In: Alemannisches Jahrbuch 1999/2000. S. 11–42.
- (zusammen mit Peter Gilles:) Divergenzen in den Intonationssystemen rechts und links des Rheins. Die Sprachgrenze zwischen Breisach (Baden) und Neuf-Brisach (Elsass). In: Bausteine zur Sprachgeschichte. Hrsg. von Edith Funk, Werner König und Manfred Renn. Winter, Heidelberg 2000, S. 87–98.
- Der alemannische Sprachraum: Ältere Gliederung und ein neuer Versuch. In: Alemannisches Jahrbuch 2001/2002, S. 161–189.
- Realisierungen von /r/ im alemannischen Sprachraum. In: Dialectologia et Geolinguistica 18, 2010, S. 52–72.
- (zusammen mit Damaris Nübling:) Silben- vs. akzentsprachliche Züge in germanischen Sprachen und im Alemannischen. In: Alemannisch im Sprachvergleich. Beiträge zur 14. Arbeitstagung für alemannische Dialektologie in Männedorf (Zürich) vom 16.–18.9.2002 (= Zeitschrift für Dialektologie und Linguistik. Beiheft 129). Hrsg. von Elvira Glaser, Peter Ott und Rudolf Schwarzenbach. Stuttgart 2004, S. 281–320.
- (zusammen mit Damaris Nübling:) Mittelschwäbische Brechungen. In: Hubert Klausmann (Hrsg.): Raumstrukturen im Alemannischen. Beiträge der 15. Arbeitstagung zur alemannischen Dialektologie, Schloss Hofen, Lochau (Vorarlberg) vom 19.–21.9.2005 (= Schriften der Vorarlberger Landesbibliothek. Band 15) Graz-Feldkirch 2006, S. 37–52.
- Changing from Syllable-Rhythm to Word-Rhythm: Parallels between Danish and Northern Alemannic. In: Dialectologia et geolinguistica 15, 2007, S. 102–115.

Südwestdeutscher Sprachatlas:
- Mitarbeit an Karten, die 1989, 1991, 1993, 1994, 1996, 1998 und 2000 veröffentlicht wurden.